# 普萊泰內塔什雷克河
普萊泰内塔什雷克河（羅馬化：Pletenyi Tashlyk）是烏克蘭的河流，位於該國中部，屬於黑塔什雷克河的右支流，發源自亞歷山德里夫卡東南部，流經基洛夫格勒州，河道全長31公里，流域面積405平方公里。